# Tournoi de Toulon 2011
 (avril 2025).
Navigation
Édition précédente Édition suivante
Le tournoi de Toulon 2011 est la trente-neuvième édition du tournoi de Toulon qui a lieu à Toulon et dans le reste du sud-est de la France, du 1er au 10 juin 2011. La Côte d'Ivoire est la tenante du titre.
Pour la troisième fois de son histoire, la Colombie remporte le tournoi, en disposant de la France aux tirs au but.

## Préparation de l'évènement

### Villes et stades retenus
| Ville            | Stade                       | Capacité | Matches |
| Aubagne          | Stade de Lattre de Tassigny | 1 500    | 2       |
| Hyères           | Stade Perruc                | 1 410    | 2       |
| La Seyne-sur-Mer | Stade Victor-Marquet        | 3 000    | 1       |
| Le Lavandou      | Stade municipal             | 2 400    | 1       |
| Nice             | Stade du Ray                | 18 696   | 2       |
| Saint-Raphaël    | Stade de l'Estérel          | 2 000    | 2       |
| Toulon           | Stade Mayol                 | 13 700   | 6       |

## Acteurs du tournoi

### Équipes qualifiées
Huit équipes participent à la compétition. La France est qualifiée d'office en tant que pays organisateur. Les sept autres équipes présentes au tournoi de Toulon se qualifient en passant par une phase qualificative préliminaire. L'équipe championne l'an dernier est qualifiée d'office pour la phase finale.
Les huit sélections présentes au tournoi de Toulon 2011 sont les suivantes :
- Chine
- Colombie
- Côte d'Ivoire
- France
- Hongrie
- Italie
- Mexique
- Portugal

## Déroulement de la phase finale

### Premier tour

#### Groupe A
| Rang | Équipe        | Pts | J | G | N | P | Bp | Bc | Diff |
| ---- | ------------- | --- | - | - | - | - | -- | -- | ---- |
| 1    | Colombie      | 5   | 3 | 1 | 2 | 0 | 6  | 3  | +3   |
| 2    | Italie        | 5   | 3 | 1 | 2 | 0 | 4  | 2  | +2   |
| 3    | Portugal      | 5   | 3 | 1 | 2 | 0 | 3  | 2  | +1   |
| 4    | Côte d'Ivoire | 0   | 3 | 0 | 0 | 3 | 1  | 7  | -6   |

     Équipe qualifiée ou victorieuse ; Pts = points ; J = joués ; G = gagnés ; N = nuls ; P = perdus ;

Bp = buts pour ; Bc = buts contre ; Diff = différence de buts
| Match | Date          | Équipe 1      | Résultat | Équipe 2      |
| ----- | ------------- | ------------- | -------- | ------------- |
| 1     | 1er juin 2011 | Colombie      | 1-1      | Portugal      |
| 2     | 1er juin 2011 | Côte d'Ivoire | 0-2      | Italie        |
| 5     | 3 juin 2011   | Colombie      | 4-1      | Côte d'Ivoire |
| 6     | 3 juin 2011   | Italie        | 1-1      | Portugal      |
| 9     | 5 juin 2011   | Colombie      | 1-1      | Italie        |
| 10    | 5 juin 2011   | Côte d'Ivoire | 0-1      | Portugal      |

#### Groupe B
| Rang | Équipe  | Pts | J | G | N | P | Bp | Bc | Diff |
| ---- | ------- | --- | - | - | - | - | -- | -- | ---- |
| 1    | France  | 7   | 3 | 2 | 1 | 0 | 9  | 2  | +7   |
| 2    | Mexique | 6   | 3 | 2 | 0 | 1 | 5  | 5  | 0    |
| 3    | Hongrie | 4   | 3 | 1 | 1 | 1 | 4  | 3  | +1   |
| 4    | Chine   | 0   | 3 | 0 | 0 | 3 | 1  | 9  | -8   |

     Équipe qualifiée ou victorieuse ; Pts = points ; J = joués ; G = gagnés ; N = nuls ; P = perdus ;

Bp = buts pour ; Bc = buts contre ; Diff = différence de buts
| Match | Date        | Équipe 1 | Résultat | Équipe 2 |
| ----- | ----------- | -------- | -------- | -------- |
| 3     | 2 juin 2011 | Chine    | 0-3      | Hongrie  |
| 4     | 2 juin 2011 | France   | 4-1      | Mexique  |
| 7     | 4 juin 2011 | Hongrie  | 0-2      | Mexique  |
| 8     | 4 juin 2011 | France   | 4-0      | Chine    |
| 11    | 6 juin 2011 | Chine    | 1-2      | Mexique  |
| 12    | 6 juin 2011 | France   | 1-1      | Hongrie  |

### Tableau final
Dans le tableau suivant, une victoire après prolongation est indiquée par (a.p.) et une séance de tirs au but par (t.a.b.).
|  | Demi-finales                        | Demi-finales                       |                        |       | Finale                            | Finale                            |
|  | Demi-finales                        | Demi-finales                       |                        |       | Finale                            | Finale                            |
|  |                                     |                                    |                        |       |                                   |                                   |
|  | 8 juin 17h30 - Stade Mayol, Toulon  | 8 juin 17h30 - Stade Mayol, Toulon |                        |       | 10 juin 21h - Stade Mayol, Toulon | 10 juin 21h - Stade Mayol, Toulon |
|  | 8 juin 17h30 - Stade Mayol, Toulon  | 8 juin 17h30 - Stade Mayol, Toulon |                        |       | 10 juin 21h - Stade Mayol, Toulon | 10 juin 21h - Stade Mayol, Toulon |
|  | Colombie                            | 2                                  |                        |       | 10 juin 21h - Stade Mayol, Toulon | 10 juin 21h - Stade Mayol, Toulon |
|  | Colombie                            | 2                                  |                        |       | 10 juin 21h - Stade Mayol, Toulon | 10 juin 21h - Stade Mayol, Toulon |
|  | Mexique                             | 1                                  |                        |       | 10 juin 21h - Stade Mayol, Toulon | 10 juin 21h - Stade Mayol, Toulon |
|  | Mexique                             | 1                                  | Colombie (t.a.b)       | 1 (3) |                                   |                                   |
|  | 8 juin 20h - Stade Mayol, Toulon    |                                    | Colombie (t.a.b)       | 1 (3) |                                   |                                   |
|  |                                     | France                             | 1 (1)                  |       |                                   |                                   |
|  | France                              | France                             | 1 (1)                  | 1     |                                   |                                   |
|  | France                              |                                    |                        | 1     |                                   |                                   |
|  | Italie                              | 0                                  |                        |       |                                   |                                   |
|  | Italie                              | 0                                  | Match pour la 3e place |       |                                   |                                   |
|  |                                     |                                    |                        |       |                                   |                                   |
|  | 10 juin 18h30 - Stade Mayol, Toulon |                                    |                        |       |                                   |                                   |
|  |                                     |                                    |                        |       |                                   |                                   |
|  | Mexique                             | 1 (4)                              |                        |       |                                   |                                   |
|  | Mexique                             | 1 (4)                              |                        |       |                                   |                                   |
|  | Italie (t.a.b)                      | 1 (5)                              |                        |       |                                   |                                   |
|  | Italie (t.a.b)                      | 1 (5)                              |                        |       |                                   |                                   |

#### Demi-finales
| 8 juin 2011 | Colombie                   | 2 – 1   | Mexique       | Stade Mayol, Toulon           |                               |
| 17:30       | Cardona 38e · Valencia 47e | (1 – 0) | Izazola 80+2e | Arbitrage : Stanislav Todorov | Arbitrage : Stanislav Todorov |
| 17:30       | Rapport                    |         |               | Arbitrage : Stanislav Todorov | Arbitrage : Stanislav Todorov |

| 8 juin 2011 | France             | 1 – 0   | Italie | Stade Mayol, Toulon           |                               |
| 20:00       | Joseph-Monrose 62e | (0 – 0) |        | Arbitrage : Sandor Ando-Szabo | Arbitrage : Sandor Ando-Szabo |
| 20:00       | Rapport            |         |        | Arbitrage : Sandor Ando-Szabo | Arbitrage : Sandor Ando-Szabo |

#### Match pour la troisième place
| 10 juin 2011 | Mexique                                                   | 1 – 1             | Italie                                                         | Stade Mayol, Toulon            |                                |
| 18:30        | Guarch 33e                                                | (1 – 0)           | Destro 43e                                                     | Arbitrage : João Santos Capela | Arbitrage : João Santos Capela |
| 18:30        | De Buen · Villalobos · Rivera · Reyes · Pulido · Valéncia | Tirs au but 4 - 5 | Destro · Caldirola · Rossi · Soriano · Paloschi · D'Alessandro | Arbitrage : João Santos Capela | Arbitrage : João Santos Capela |

#### Finale
| 10 juin 2011 | Colombie                               | 1 – 1             | France                               | Stade Mayol, Toulon         |                             |
| 21:00        | Zapata 76e                             | (0 – 0)           | Joseph-Monrose 51e                   | Arbitrage : Andrea de Marco | Arbitrage : Andrea de Marco |
| 21:00        | Rodríguez · Murillo · Franco · Candelo | Tirs au but 3 - 1 | Le Tallec · Pogba · Duplus · Jarsalé | Arbitrage : Andrea de Marco | Arbitrage : Andrea de Marco |

### Classement final
| Rang               | Pays            | J | V | N | D | Bp | Bc | Diff |
| ------------------ | --------------- | - | - | - | - | -- | -- | ---- |
| Médaille d'or      | Colombie        | 5 | 3 | 2 | 0 | 8  | 5  | +3   |
| Médaille d'argent  | France          | 5 | 3 | 1 | 1 | 10 | 2  | +8   |
| Médaille de bronze | Italie          | 5 | 2 | 2 | 1 | 5  | 3  | +2   |
| 4.                 | Mexique         | 5 | 2 | 0 | 3 | 7  | 8  | -1   |
| 5.                 | Portugal        | 3 | 1 | 2 | 0 | 3  | 2  | +1   |
| 6.                 | Hongrie         | 3 | 1 | 1 | 1 | 4  | 3  | +1   |
| 7.                 | Côte d'Ivoire T | 3 | 0 | 0 | 3 | 1  | 7  | -6   |
| 8.                 | Chine           | 3 | 0 | 0 | 3 | 1  | 9  | -8   |

T : Tenant du titre

### Statistiques individuelles

#### Buteurs
5 buts
- Steven Joseph-Monrose

3 buts
- Edwin Cardona

2 buts
| - James Rodríguez - Nicolas Benezet - Márkó Futács | - Manolo Gabbiadini - Alberto Paloschi - Ulises Dávila | - David Izazola - Amido Baldé |

1 but
| - Shuai Pei - Luis Muriel - Héctor Quiñones - José Adolfo Valencia - Duván Zapata - Frédéric Duplus | - Fabien Jarsalé - Anthony Knockaert - Yannis Tafer - Márton Eppel - Máté Katona | - Mattia Destro - Taufic Guarch - Carlos Orrantía - Diego Reyes - Nélson Oliveira |

But contre son camp
- Pedro Franco

#### Récompenses
- Meilleur joueur :  James Rodríguez
- Deuxième meilleur joueur :  Frédéric Duplus
- Troisième meilleur joueur :  Fabio Borini
- Meilleur gardien de but :  Franck L'Hostis
- Prix spécial :  Edwin Cardona
- Meilleur buteur :  Steven Joseph-Monrose
- Le plus beau geste :  Ulises Dávila
- Plus jeune finaliste :  Cristian Bonilla
- Fair play :  France